# Észak-Korea az 1972. évi téli olimpiai játékokon
Észak-Korea a japán Szapporóban megrendezett 1972. évi téli olimpiai játékok egyik részt vevő nemzete volt. Az országot az olimpián 1 sportágban 6 sportoló képviselte, akik érmet nem szereztek.

## Gyorskorcsolya
Női
| Versenyző     | Versenyszám | Eredmény | Helyezés |
| ------------- | ----------- | -------- | -------- |
| Kim Pokszun   | 1500 m      | 2:25,48  | 12.      |
| Kim Pokszun   | 3000 m      | 5:07,93  | 11.      |
| Cshö Tonguk   | 1000 m      | 1:36,67  | 27.      |
| Thak Inszuk   | 500 m       | 55,80~   | 28.      |
| Thak Inszuk   | 1000 m      | 1:35,38  | 20.      |
| Kim Mjongdzsa | 1500 m      | 2:32,55  | 29.      |
| Kim Okszun    | 3000 m      | 5:09,69  | 13.      |
| Han Philhva   | 1000 m      | 1:33,79  | 12.*     |
| Han Philhva   | 1500 m      | 2:25,64  | 13.      |
| Han Philhva   | 3000 m      | 5:07,24  | 9.       |

* - egy másik versenyzővel azonos eredményt ért el

~ - a futam során elesett